# Gypsophila bitlisensis
Gypsophila bitlisensis är en nejlikväxtart som beskrevs av Youssef Ibrahim Barkoudah. Gypsophila bitlisensis ingår i släktet slöjor, och familjen nejlikväxter. Inga underarter finns listade i Catalogue of Life.